# NIC-6
La NIC-6  es una importante carretera nacional clasificada como troncal principal en Nicaragua. Esta vía comienza en el Sur,  a la altura de la Rotonda de Ticuantepe en Ticuantepe, conectándose con la NIC-20A y NN-153 culmina en el Norte en la Carretera Norte (NIC-1) en el extremo Este del Aeropuerto Internacional de Managua en Managua.

## Extensión
Con una extensión de 6 km, la NIC-6 juega un rol clave en la conectividad y transporte de la región.